# Agardita-(Ce)
La agardita-(Ce) es una especie mineral arseniato, de la clase de los minerales fosfatos. Fue descubierta y aceptada como mineral en 2003, siendo nombrada así por su parecido estructural con la agardita-(Y) -pero con cerio-,que a su vez había sido nombrada en honor de Jules Agard, un geólogo francés. Su clave IMA es: IMA2003-030, y un sinónimo en desuso es clorotilo-(Ce).

## Composición química
Es un arseniato básico trihidratado de cobre y cerio, con cantidades variable de tierras raras.

## Propiedades físicas
Cristaliza en el sistema hexagonal. Se encuentra en agregados esferulíticos radiales, aciculares y fibrosos, a veces masivo. Es de color verde con diferentes tonos.